# Will Sparks
William James Sparks, plus connu sous le nom Will Sparks, est un disc jockey et producteur australien né le 15 mars 1993 à Melbourne.

## Biographie
Will Sparks vient de Camberwell à Melbourne, et y est élevé par sa mère seule, à partir de l'âge de dix ans avec son frère et sa sœur. À l'âge de onze ans, il jouait au jeu informatique Guitar Hero et ce qui le pousse à apprendre à jouer de la guitare. Il fréquente Caulfield Grammar School jusqu'à la onzième année d'étude mais en sort sans diplôme.
Il commence sa carrière le 11 Décembre 2012 et rencontre rapidement le succès avec des singles comme Ah Yeah So What. Ce dernier se classe dans de nombreux charts nationaux. En France, le titre atteint la 116e place, et la version instrumentale se classe 51e.
Il se produit à Melbourne, Sydney et d'autres grandes villes australiennes avec un type de musique qui lui est propre et qu'il nomme Melbourne bounce. Il publie alors sur Internet la musique qu'il produit et attire l'attention du grand public au printemps 2013 avec son titre Ah Yeah.
Un remix d'Hello des Stafford Brothers avec Lil Wayne et Christina Milian s'est par la suite classé premier laissant présager un avenir international. Le DJ devient alors résident au Billboard, le plus grand club de sa ville natale, et se produit dans tous les grands clubs d'Australie. Au Stereosonic festival, il figure aux côtés des grandes stars internationales. À l'été 2013, il entame une tournée de plusieurs semaines et parcourt 30 villes des États-Unis, une tournée de sept semaines à travers l'Europe s'ensuit. Par ailleurs, il acquiert une résidence à Los Angeles. Au début de 2014, il fait la première partie du DJ suédois Avicii dans son pays natal l'Australie. Outre cela il sort des sons comme Bring It Back avec le DJ Joel Fletcher venant également de Melbourne dont il se lie d'amitié, bien classé dans le chart australien. Son premier album Another Land sort fin 2014.
Il participe à de multiples festivals comme le TomorrowWorld et le Future Music Festival. En 2014, après seulement deux ans d'activité, il se classe premier DJ australien. Le single, Sick Like that, sorti le 28 août 2015 sur le label Ultra, est une collaboration avec la chanteuse Luciana.

## Discographie

### Album studio
- 2014 : Another Land (Ultra)

### Singles / EPs
- 2012 : Accepted Concept (TFU Records)
- 2012 : In The Air EP (Club Cartel Records)
- 2012 : Drop That (avec Zoolanda) (High Intensity Records)
- 2012 : Chemical Energy (avec Flea) (AFTRDRK Music)
- 2012 : Okay (Pop Rox Muzik)
- 2012 : Ah Yeah! (House of Fun)
- 2013 : People Talk (avec JDG) (House Of Fun)
- 2013 : Ah Yeah (TJR Edit) (Rising Music)
- 2013 : Phoenix (Onelove)
- 2013 : The Viking (Onelove)
- 2013 : Bring It Back (avec Joel Fletcher) (Ones To Watch Records (Mixmash))
- 2014 : Catch (Ultra)
- 2014 : When the Lights Go Out feat. Troi (Ultra)
- 2014 : Hard Nation (avec Uberjak'd) (Hussle Recordings)
- 2014 : This Is What the Bounce Is (Ultra)
- 2014 : Bourne (Ultra)
- 2015 : Ah Yeah So What (feat. Wiley & Elen Levon) (Hussle Recordings)
- 2015 : Flutatious (Bourne Recordings)
- 2015 : Sex, Drugs & Bounce (avec BooTeck) (Doorn Records)
- 2015 : Sick Like That (feat. Luciana) (Ultra)
- 2015 : Get Lit (feat. Lil Debbie) (Ultra)
- 2016 : My Time (feat. Alex Jones) (Bourne Recordings)
- 2016 : Stay Up Till The Morning (feat. Luciana) (Bourne Recordings)
- 2016 : Acid Rain (avec Joel Fletcher) (Bourne Recordings)
- 2016 : Voices (avec KSHMR) (Spinnin')
- 2016 : Promiscuous (avec Laidback Luke feat. Alicia Madison) (Armada)
- 2016 : Gorilla (feat. Tyron Hapi & Luciana) (Spinnin')
- 2016 : Flamenco (Bourne Recordings)
- 2017 : Crank It Loud (& Orkestrated) (Bourne Recordings)
- 2017 : Monsta (Spinnin')
- 2017 : The March (Bourne Recordings)
- 2017 : Millitant (avec Tyron Hapi feat. Feral is Kinky) (Spinnin')
- 2017 : Blind
- 2017 : Take me (avec Gloria kim)
- 2017 : What I Do
- 2017 : Pirates (avec Ben Nicky)
- 2017 : Stand together (remix) ft. Toneshifterz
- 2018 : Home to You (avec Toneshifterz)
- 2018 : Senseless (Bourne Recordings)
- 2018 : Guilty as Sin (avec Amba Shepherd et Tyron Hapi) (Bourne Recordings)
- 2018 : Fingers
- 2018 : Flakka Flakka (feat Luciana, Dave Audé)
- 2019 : Mangalam
- 2019 : Fat Beat (feat Danny Avila)
- 2019 : Rainbow Stylin (feat The Similou)
- 2019 : My Spine Is Tingling (feat Luciana)
- 2019 : Egypt (Teamwrk Records)
- 2019 : Party Everyday (Hub Records)
- 2019 : Mona Lisa (feat Lost Boy) (Teamwrk Records)
- 2019 : Send It (feat Steve Aoki) (Dim Mak Records)
- 2019 : Tricky Tricky (feat Timmy Trumpet, W&W) (Armada Music)
- 2019 : Are You Crazy (Spinnin' Records)
- 2020 : Disco Dancing (Clubwrk Records)
- 2020 : Vienna (Armada Music)
- 2020 : FUCK YEAH (feat. Toneshifterz, Timmy Trumpet and Code Black) (Spinnin' Records)
- 2020 : More Than We Compare (feat. Morgan J) (HEXAGON Records)
- 2020 : Lies (feat. New World Sound) (Teamwrk Records)
- 2020 : Next Generation (Teamwrk Records)
- 2020 : Exciting New Sound (Armada Music)
- 2020 : Kids These Days (Clubwrk Records)
- 2020 : Feel It (feat. Marlo) (Armada Music)
- 2020 : Nevermind (Alteza Records)
- 2020 : 5 Minutes
- 2021 : Chemical Energy 2021 (CLUBWRK/Teamwrk Records)
- 2021 : Stand By Me (CLUBWRK Records)

### Remixes / Edits
- 2012 : Hey Sam, Butters - DOPE SH!T (Will Sparks Remix) [Suckmusic]
- 2012 : Mischievous Men - Long Night (Will Sparks Remix) [Bone Idle Records]
- 2013 : J-Trick, Reece Low, Blissando - Higher Ground (Will Sparks Remix) [Club Cartel Records]
- 2013 : Stafford Brothers, Christina Milian - Hello (Will Sparks Remix) [CHM]
- 2013 : Timmy Trumpet - Snapback (Will Sparks Remix) [Hussle Recordings]
- 2013 : Laidback Luke, Hardwell - Dynamo (Will Sparks Remix) [Mixmash Records]
- 2013 : Chardy, Timmy Trumpet - Melbournia (Will Sparks Edit) [Hussle Recordings]
- 2013 : T.I., Pharrell, Robin Thicke - Blurred Lines (Will Sparks Remix) [Star Trak, LLC]
- 2013 : TJR - Ode To Oi (Will Sparks Remix) [Rising Music]
- 2013 : Mischievous Men - Long Night (Will Sparks Remix) [Snap Music]
- 2014 : The Chainsmokers - #SELFIE (Will Sparks Remix) [Dim Mak]
- 2014 : R3hab, Eva Simons - Unstoppable (Will Sparks Remix) [Digital Distribution Latvia]
- 2015 : Mark Ronson, Bruno Mars - Uptown Funk (Will Sparks Remix) [Columbia (Sony)]
- 2015 : Matt Watkins - Africa (Will Sparks Edit) [Bourne Recordings]
- 2016 : 360 - Lights Out (Will Sparks & Joel Fletcher Remix)
- 2016 : Diddy-Dirty Money, Skylar Grey - Coming Home (Will Sparks & BooTeck Remix)